# Héctor Rossetto
Héctor Decio Rossetto (né le 8 septembre 1922 à Bahía Blanca en Argentine, mort le 23 janvier 2009 à Buenos Aires) est un des plus grands joueurs d'échecs argentins.
Il obtient le titre de maître international en 1950 et celui de grand maître international en 1960.
Il a été champion national à cinq reprises, en 1942, 1944, 1947, 1962 et 1972. Rossetto remporte le tournoi de Mar del Plata en 1949 et en 1952 (avec Juilo Bolbochán).
Il a organisé l'Olympiade d'échecs de 1978 à Buenos Aires.
Après Miguel Najdorf, il était le joueur d'échecs argentin le plus éminent de son époque.